# 32.º governo da Monarquia Constitucional
O 32.º governo da Monarquia Constitucional, ou 11.º governo da Regeneração, nomeado a 29 de agosto de 1870 e exonerado a 29 de outubro do mesmo ano, foi presidido pelo marquês de Sá da Bandeira. Foi um governo transitório cujo objetivo principal foi a preparação de eleições, que se realizariam a 18 de setembro do mesmo ano. Sá da Bandeira manteve os militares nos quartéis, evitando, assim, a intervenção destes na vida política.
A sua constituição era a seguinte:
| Cargo                                                                                 | Detentor | Detentor                                         | Período                                        |
| ------------------------------------------------------------------------------------- | -------- | ------------------------------------------------ | ---------------------------------------------- |
| Presidente do Conselho de Ministros                                                   |          | Marquês de Sá da Bandeira (1795–1876)            | 29 de agosto de 1870 a 29 de outubro de 1870   |
| Ministro e Secretário de Estado dos Negócios do Reino                                 |          | António Alves Martins (1808–1882)                | 29 de agosto de 1870 a 29 de outubro de 1870   |
| Ministro e Secretário de Estado dos Negócios do Reino                                 |          | Carlos Bento da Silva (interino) (1812–1891)     | 30 de agosto de 1870 a 1 de setembro de 1870   |
| Ministro e Secretário de Estado dos Negócios Eclesiásticos e de Justiça               |          | Marquês de Ávila (interino) (1806–1881)          | 29 de agosto de 1870 a 12 de setembro de 1870  |
| Ministro e Secretário de Estado dos Negócios Eclesiásticos e de Justiça               |          | António Alves Martins (interino) (1808–1882)     | 12 de setembro de 1870 a 29 de outubro de 1870 |
| Ministro e Secretário de Estado dos Negócios da Fazenda                               |          | Marquês de Ávila (1807–1881)                     | 29 de agosto de 1870 a 12 de setembro de 1870  |
| Ministro e Secretário de Estado dos Negócios da Fazenda                               |          | Carlos Bento da Silva (interino) (1812–1891)     | 12 de setembro de 1870 a 29 de outubro de 1870 |
| Ministro e Secretário de Estado dos Negócios da Guerra                                |          | Marquês de Sá da Bandeira (1795–1876)            | 29 de agosto de 1870 a 29 de outubro de 1870   |
| Ministro e Secretário de Estado dos Negócios da Marinha e Ultramar                    |          | Marquês de Sá da Bandeira (interino) (1795–1876) | 29 de agosto de 1870 a 29 de outubro de 1870   |
| Ministro e Secretário de Estado dos Negócios Estrangeiros                             |          | Marquês de Ávila (interino) (1807–1881)          | 29 de agosto de 1870 a 12 de setembro de 1870  |
| Ministro e Secretário de Estado dos Negócios Estrangeiros                             |          | Carlos Bento da Silva (interino) (1812–1891)     | 12 de setembro de 1870 a 29 de outubro de 1870 |
| Ministro e Secretário de Estado dos Negócios das Obras Públicas, Comércio e Indústria |          | Carlos Bento da Silva (1812–1891)                | 29 de agosto de 1870 a 29 de outubro de 1870   |
| Ministro e Secretário de Estado dos Negócios da Instrução Pública                     |          | António Alves Martins (interino) (1808–1882)     | 29 de agosto de 1870 a 29 de outubro de 1870   |
| Ministro e Secretário de Estado dos Negócios da Instrução Pública                     |          | Carlos Bento da Silva (interino) (1812–1891)     | 30 de agosto de 1870 a 1 de setembro de 1870   |